# جاسوانت سینگ راجپوت
جاسوانت سینگ راجپوت (حدود 1926 - 28 ژانویه 2015) بازیکن هندی هاکی روی چمن بود که به عنوان وسط نیمه در تیم ملی هاکی روی چمن هند بازی می‌کرد. او در سطح باشگاهی برای بووانیپور و موهون باگان بازی کرد. او که به دلیل مهارت های دریبلینگ و کنترل توپ خود شناخته شده است، با تیم هند در 1948 و بازی های المپیک تابستانی 1952 مدال طلا کسب کرد.

## حرفه
در دوران مدرسه خود در دهلی شروع به نواختن به عنوان یک هاف چپ کرد و در آن زمان نماینده دانشگاه دهلی بود. او که توسط منتخبان تشخیص داده شد، در بازی‌های المپیک تابستانی 1948 در تیم هند قرار گرفت و مدال طلا را از آن خود کرد. او بار دیگر در المپیک 1952 هلسینکی با این تیم مدال طلا گرفت. در سطح باشگاهی، او قبل از انتقال به موهون باگان در سال 1952، برای بووانیپور بازی کرد. با باگان، او جام بیتون را به دست آورد.